# 曼斯菲爾德 (華盛頓州)

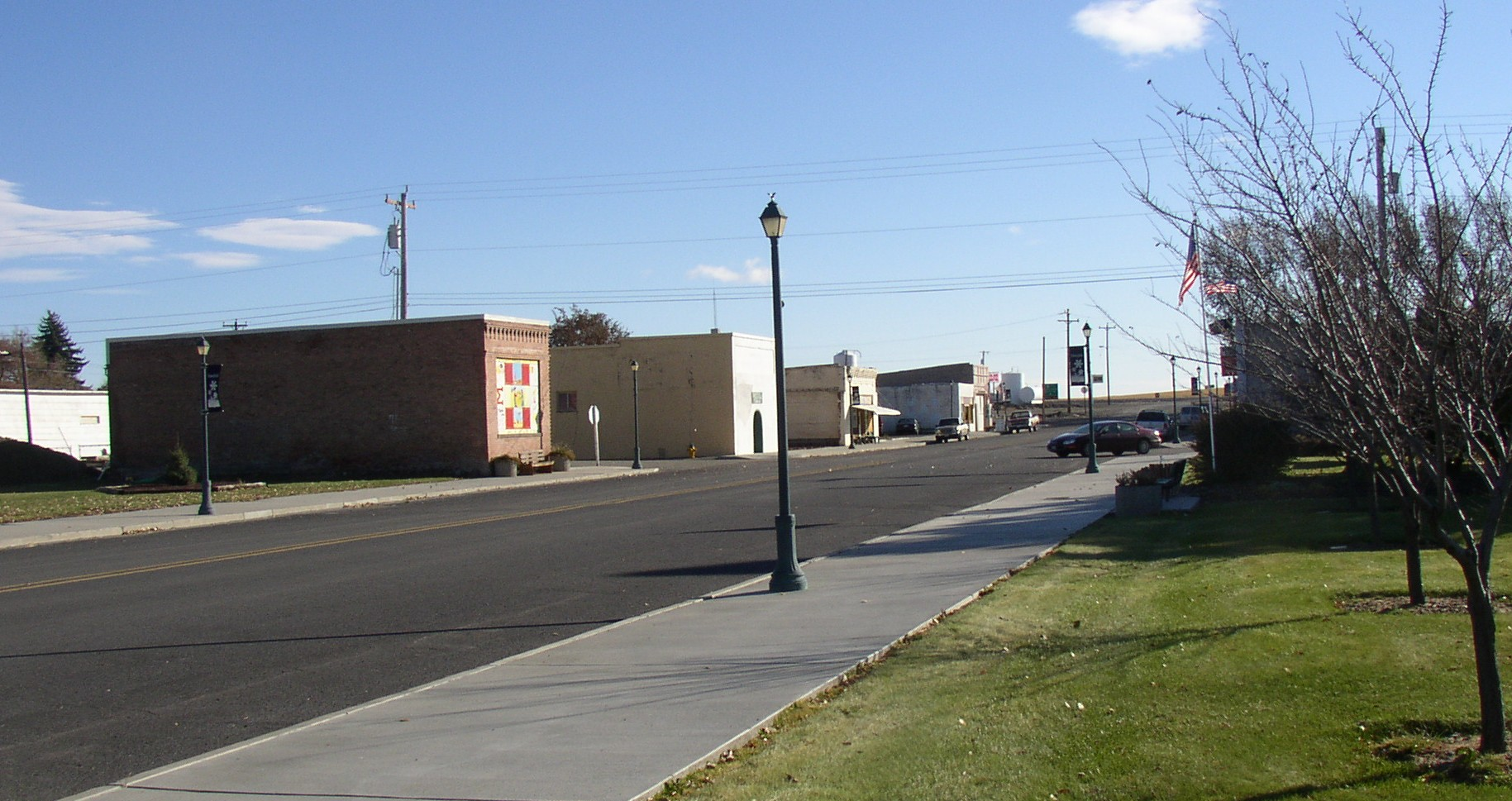
曼斯菲爾德主要道路（2006年11月）

曼斯菲爾德（英語：Mansfield）是美国华盛顿州道格拉斯县的一座城鎮。該鎮是韦纳奇-東韋納奇都會統計區的一部分。2010年美国人口普查時為320人。